# Fellfarben der Hunde
Die Fellfarbe der Hunde wird wie die Fellfarben anderer Tierarten durch verschiedene Gene gesteuert. Eine gleich aussehende Fellfarbe kann durch sehr verschiedene Kombinationen von Genen entstehen, die am Phänotyp nicht zu erkennen ist (Polygenie).

## Die Steuerung der Pigmentproduktion
Das Genom eines weiblichen Boxers wurde im Jahr 2005 erstmals vollständig sequenziert und die genetische Forschung hat große Fortschritte gemacht.
Es gibt zwei Farbstoffe (Melanine), die im Fell vorkommen: schwarzes Eumelanin und rotes Phäomelanin. Alle von Hunden bekannten Fellfarben entstehen durch unterschiedliche Verteilung dieser beiden Farbstoffe im Fell. Einige Farbgene steuern, wann und wo diese Farbstoffe im Fell und in der Haut erscheinen sollen. Am besten erforscht sind von diesen Steuerungsloci der Extension-Locus (E) und der Agoutilocus (A).
Wenn ein Gen die Steuerung der Melaninsynthese betrifft, also festlegt, ob und wo welches Melanin produziert werden soll, erkennt man das oft daran, dass alle Farbstoffe produziert werden können, aber an veränderten Stellen auftauchen.
Hinweis: In den Artikeln zu den Genloci finden sich jeweils Abschnitte mit eigener Überschrift zum Hund.
| Artübergreifender Genlocus | Chromosom | Mutation, Allel | Farben |
| --- | --------- | --------------- | --- |
| Agouti | CFA24     | fawn/sable Ay   | Rehfarben, sandfarben, gelb oder rötlich mit dunkleren Abzeichen z. B. an der Nase; teilweise verstreute schwarze Haare vorhanden                                                              |
| Agouti | CFA24     | wolf sable aw   | Wildfarbenes Tier, bei dem die einzelnen Haare gebändert sind |
| Agouti | CFA24     | at              | Schwarz mit rotem Brand bzw. lohfarbenen Abzeichen oder Tan mit schwarzem oder grauem Sattel                                                                                                   |
| Agouti | CFA24     | a               | Rezessives Schwarz |
| Extension | CFA5      | EM              | Schwarze Maske |
| Extension | CFA5      | E               | Schwarze Fellbereiche möglich |
| Extension | CFA5      | e               | Am ganzen Körper rehfarben, sandfarben, gelb oder rötlich. Im Fell kann nur Phäomelanin produziert werden; Haut schwarz, wenn sie nicht durch ein Leuzismus- oder Albinismusgen aufgehellt ist |
| K-Locus (siehe Melanismus beim Hund) (Beta-Defensin 103 (CBD103)-Gen) | CFA16     | kB              | Dominant schwarze Farbe |
| K-Locus (siehe Stromung beim Hund) | CFA16     | kbr             | Bereiche, die bei ky ihre Farbe durch Phäomelanin erhalten würden, erscheinen gestromt (brindle)                                                                                               |
| K-Locus | CFA16     | ky              | Phäomelanin kann produziert werden |
| In der Tabelle ist neben den Daten der Gene angegeben, wie sich die Farben nennen, die entstehen, wenn das Gen auf die drei Grundfarben der Gene wirkt. Die Gene eines Locus sind jeweils in ihrer Dominanzreihenfolge angegeben, das dominanteste zuerst. |           |                 | |

### Die Wirkung der drei Genloci aufeinander
Im K-Locus ist ky das häufigste Allel und gleichzeitig der Wildtyp. Wenn dieses Allel vorliegt, ergeben die Allele des Agouti- und Extension-Locus folgende Farben.
| Farbvariationen bei ky | fawn/sable ay                            | wolf sable aw                             | at                                            | a                    |
| ---------------------- | ---------------------------------------- | ----------------------------------------- | --------------------------------------------- | -------------------- |
| EMEM, EME oder EMe     | Hellbraun mit schwarzer Maske im Gesicht | Wildfarben mit schwarzer Maske im Gesicht | Schwarz mit rotem Brand, Maske bleibt schwarz | Schwarz              |
| EE oder Ee             | Hellbraun ohne Maske                     | Wildfarben ohne schwarze Maske im Gesicht | Schwarz mit rotem Brand                       | Schwarz              |
| ee                     | Hellbraun ohne Maske                     | Hellbraun ohne Maske                      | Hellbraun ohne Maske                          | Hellbraun ohne Maske |

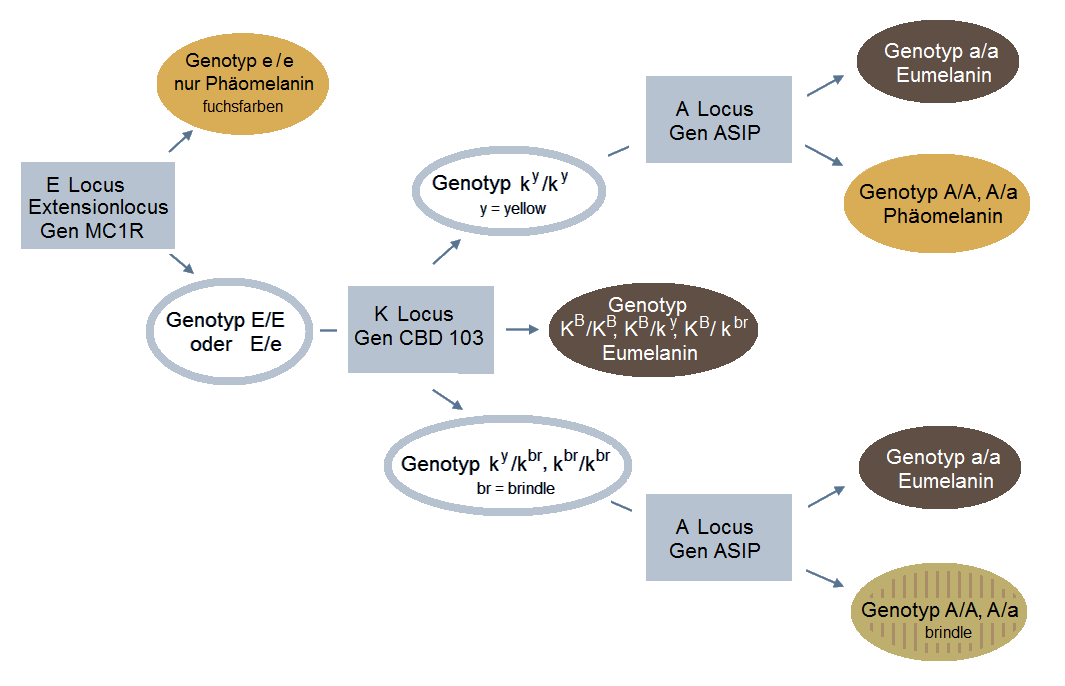
Epistase der Fellfarben-Gene ohne Differenzierung beim B-Locus. Ob braunes oder schwarzes Eumelanin gebildet wird, hängt vom jeweiligen Genotyp auf dem B-Locus ab.

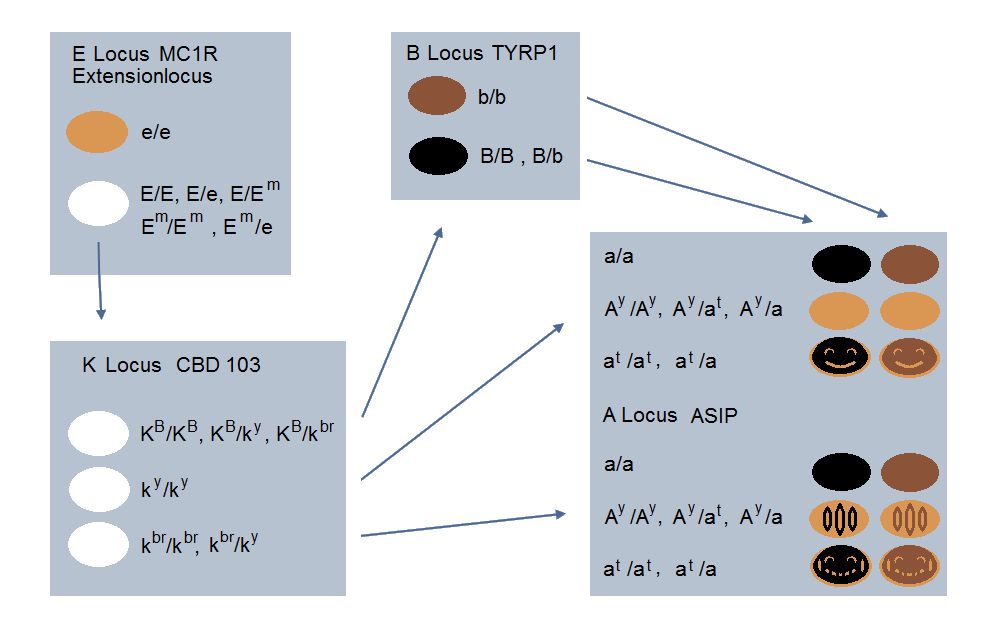
Epistase einschließlich Wirkung des B-Locus und dreier Allel-Varianten des Agouti-Locus (ohne a^{w}).

Das Allel für Flammung kbr des K-Locus ist gegenüber dem Allel ky dominant. Also prägt sich die geflammte Zeichnung aus, wenn die Allelkombinationen kbrkbr oder kbrky vorliegen. Je nach den Genen auf Agouti- und Extension-Locus können unterschiedliche Zeichnungen auftreten. Die bei ky hellbraunen Fellbereiche sind jeweils hellbraun schwarz geflammt, während die schwarzen Fellbereiche unverändert schwarz bleiben. Auch hier ist das Allel e des Extension-Locus epistatisch über die Flammung kbr und die Hunde mit der Genkombination ee sind unabhängig vom K-Locus hellbraun.
Das Allel kB für dominant schwarze Färbung ist das dominante Allel des K-Locus. Die Allelkombinationen kBkB, kBkbr oder kBky führen also alle zu demselben Erscheinungsbild. Von den anderen Genloci ist nur das Allel e des Extensionlocus epistatisch über die dominant schwarze Farbe. Wenn kB mindestens einmal vorliegt, ist ein Hund bei fast allen Genkombinationen schwarz, nur ee am Extensionlocus führt zu einer hellbraunen Fellfarbe, wobei durch ein Allel kB die Nase dennoch schwarz sein kann. Hunde mit dem dominanten Allel E, bei denen auf dem B-Locus (TYRP1-Gen) das rezessive Allel b homozygot vorliegt, haben eine braune Nase und meist braunes Fell.
| Farbvariationen bei kBkB, kBkbr oder kBky | ay, aw, at und a in beliebiger Zusammenstellung |
| ----------------------------------------- | ----------------------------------------------- |
| EMEM, EME, EMe, EE oder Ee                | Schwarz                                         |
| ee                                        | Hellbraun ohne dunkle Maske                     |

### Unterschiede in der Farbtiefe
Fellbereiche mit Eumelanin können von Dilute-Genen beeinflusst werden, die als Aufhellungsfaktoren wirken, die schwarz zu grau und schokoladenbraun in Beigetöne verwandeln.

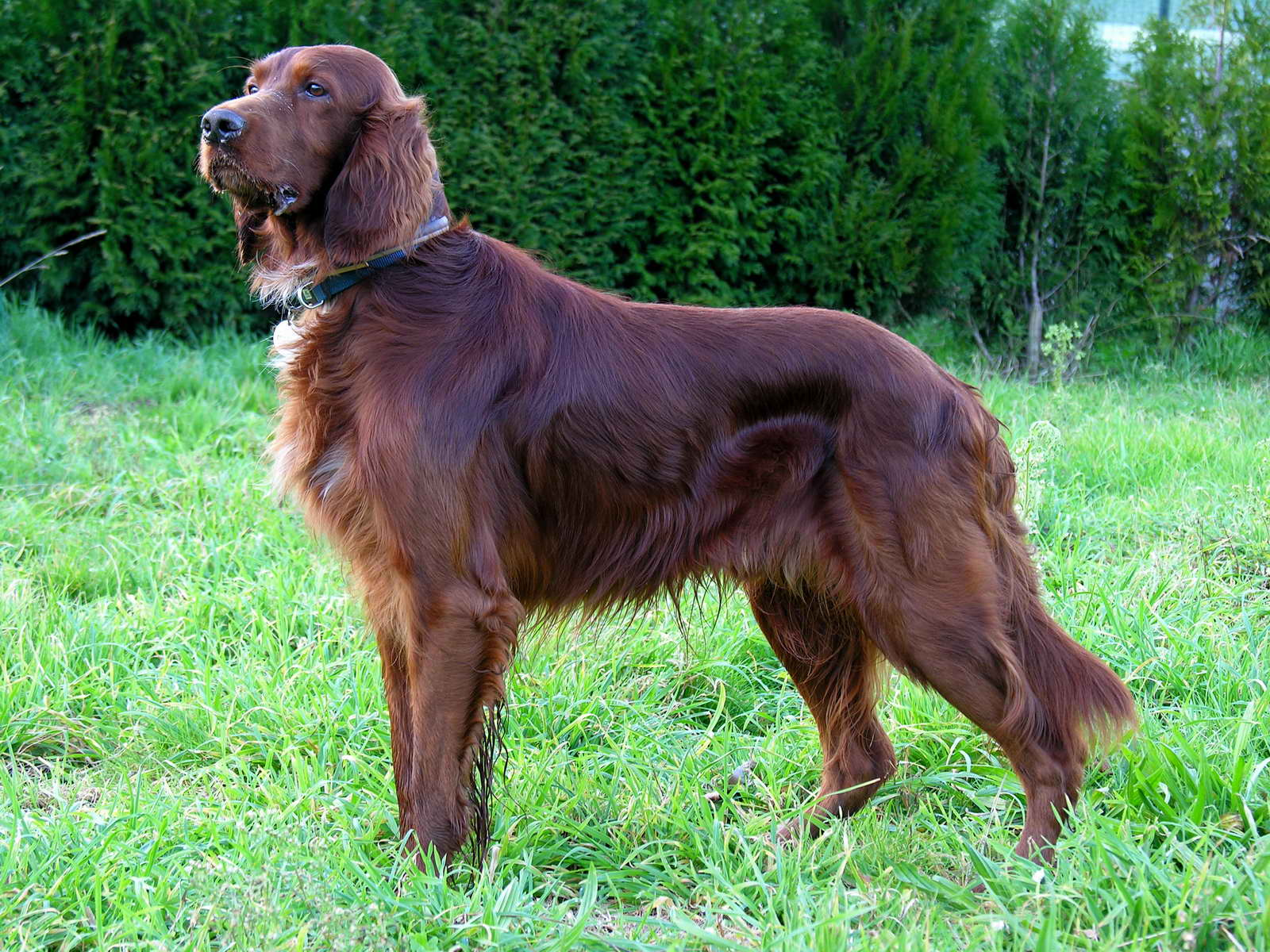
Irish Red Setter: intensivste Rotfärbung durch Phäomelanin

Die Pigmentintensität beim Phäomelanin hängt von Faktoren ab, die die Pigmentproduktion quantitativ beeinflussen und außerdem vom solchen, die falls vorhanden durch biochemische Veränderungen ihre optische Wirkung abschwächen, dem sogenannten I-Gen.
Die Pigmentintensität bei Hunden, die dunkler als Tan sind (Gold- bis Rottöne), wurde auf eine Mutation des Stammzellfaktors (KITLG) zurückgeführt in Genen, die auch bei Mäusen und Menschen die Haarfarbe mitbestimmen. Einige Hunderassen, beispielsweise der Nova Scotia Duck Tolling Retriever (NSDTR), weisen Variationen in der Phäomelanin-Pigmentintensität auf. In einer genomweiten Assoziationsstudie zum Vergleich von Hellrot und Dunkelrot beim NSDTR wurde eine signifikant assoziierte Region auf dem Hundechromosom 15 (CFA 15:23 Mb-38 Mb) ermittelt. Bei DNA-Analysen von acht Hunden identifizierte man eine Variante der Copy number variation (CNV). Die Zahl der Kopien des Gens auf demselben Chromosom stand auch in signifikantem Zusammenhang mit der Variation der Fellfarbe bei Pudeln und anderen Rassen. Diese Mutation beeinflusst sowohl das Phäomelanin als auch das Eumelanin, sie wirkt sich nicht bei allen Rassen gleichermaßen aus.

## Albinismusspektrum: mutierte Enzyme der Melaninsynthese
Zur Produktion der beiden Melanine müssen eine Reihe verschiedener Enzyme, Strukturproteine und Transportmechanismen in der farbstoffproduzierenden Zelle, dem Melanozyten, richtig zusammenarbeiten. Mutationen an Genen der hierfür benötigten Stoffe führen dazu, dass die betroffenen Tiere nicht fähig sind, Melanin zu produzieren, oder dass sie nur wenig Melanin produzieren können. Gleichmäßige Aufhellungen der Fellfarbe sind häufig auf Veränderungen von Enzymen der Melaninsynthese zurückzuführen. Mutationen am Anfang des Melaninsyntheseweges betreffen sowohl den roten als auch den schwarzen Farbstoff. Sind der schwarze und der rote Farbstoff in unterschiedlichem Maße aufgehellt, liegt das oft daran, dass das Gen gegen Ende der Melaninsynthese eingreift, wo sich die Synthesewege von Eumelanin (schwarz) und Phäomelanin (gelb, braun) schon getrennt haben.
Manche Mutationen in diesem Bereich wie das Merle-Gen führen dazu, dass sich in den Melanozyten giftige Zwischenprodukte des Zellstoffwechsels ansammeln, so dass die Zellen dadurch absterben.
| Artübergreifender Genlocus                                                        | Chromosom   | Mutation, Allelkombination                | Bezeichnung, Beschreibung des Erscheinungsbildes |
| --------------------------------------------------------------------------------- | ----------- | ----------------------------------------- | --- |
| Albino-Locus (C), (Okulokutaner Albinismus Typ 1), Tyrosinase-Gen                 | CFA21       | ?                                         | Es sind (2007) keine Mutationen bekannt, die die Farbe der betroffenen Tiere beeinflussen. Die weiße Farbe bei Dobermann-Pinschern, Lhasa Apso und Pug sind nicht auf Mutationen des Tyrosinase-Gens zurückzuführen. |
| Braun-Locus (Tyrosinase related protein 1 (TYRP1), Okulokutaner Albinismus Typ 3) | CFA11       | B                                         | Eumelanin ist schwarz (schwarze Hunde, Hunde mit schwarzer Zeichnung, schwarze Haut bei einfarbig hellbraunen Hunden) |
| Braun-Locus (Okulokutaner Albinismus Typ 3)                                       | CFA11       | Braun-Gen b (3 Varianten: bs, bd oder bc) | Eumelanin: Schwarz wird zu Braun aufgehellt, die Haut an Nase, um die Augen und unter den Füßen wird ebenfalls zu Braun aufgehellt. Phäomelanin wird nicht aufgehellt. Das Fell von Hunden mit dem Genotyp e/e bleibt unverändert, jedoch wird die Hautfarbe an Nase, Augenlidern und Ballen von schwarz zu braun aufgehellt. |
| Silver-Locus                                                                      | CFA10       | Merle-Faktor, reinerbig (MM)              | Merle, Tiger, sehr helle Tiere, meist Augenschäden oder Taubheit |
| Silver-Locus                                                                      | CFA10       | Merle-Faktor, mischerbig (Mm)             | Merle, Tiger, gesund; überwiegend Eumelanin wird aufgehellt. |
| Silver-Locus                                                                      | CFA10       | kein Merle-Faktor (mm)                    | Nicht aufgehellt, gesund |
| Melanophilin-Gen (MLPH)                                                           | CFA25       | D                                         | Nicht aufgehellt |
| Melanophilin-Gen (MLPH)                                                           | CFA25       | Dilute-Gen (d)                            | Hellt Schwarz zu „Blau“ (engl. blue) auf, das eigentlich ein grau ist. Phäomelanin wird durch das Gen kaum beeinflusst. |
| Melanophilin-Gen (MLPH)                                                           | CFA25       | Dilute-Gen (d2)                           | Hellt schwarz zu „Blau“ (engl. blue) auf, das eigentlich ein Grau ist. Phäomelanin wird durch das Gen kaum beeinflusst. Hautprobleme |
| unbekannt A                                                                       | unbekannt C | P                                         | Nicht aufgehellt |
| unbekannt A                                                                       | unbekannt C | p                                         | Eumelanin und Phäomelanin werden zu Weiß aufgehellt |
| unbekannt A                                                                       | unbekannt C | G                                         | Allmähliches Grauwerden (wie beim Schimmel) |
| unbekannt A                                                                       | unbekannt C | g                                         | Nicht aufgehellt |
| unbekannt A                                                                       | unbekannt C | C                                         | Nicht aufgehellt |
| unbekannt A                                                                       | unbekannt C | cch                                       | Eumelanin und Phäomelanin werden aufgehellt |
| unbekannt A                                                                       | unbekannt C | ca                                        | Vollständiger Albinismus |
| unbekannt A                                                                       | unbekannt C | I                                         | Nicht aufgehellt |
| unbekannt A                                                                       | unbekannt C | mischerbig: Ii                            | Eumelanin wird nicht aufgehellt, Phäomelanin wird aufgehellt |
| unbekannt A                                                                       | unbekannt C | i                                         | Eumelanin wird nicht aufgehellt, Phäomelanin fehlt |

### Beispiele für die Auswirkungen der Gene des Albinismusspektrums
| Ausgangsfarbe                                        | Aufgehellt durch Braun-Gen (bb)              | Aufgehellt durch Merle-Faktor (Mm)              | Aufgehellt durch Dilute-Gen (dd, dd2 oder d2d2) | Aufgehellt durch ii      |
| ---------------------------------------------------- | -------------------------------------------- | ----------------------------------------------- | ----------------------------------------------- | ------------------------ |
| Schwarz                                              | Braun                                        | Blue Merle                                      | Blau (sieht grau aus)                           | Unverändert: Schwarz     |
| Schwarz mit rotem Brand                              | Braun mit Brand                              | Blue Merle mit rotem Brand                      | Blau (sieht grau aus) mit rotem Brand           | Schwarz mit weißem Brand |
| Hellbraun (durch Phäomelanin) mit schwarzer Schnauze | Hellbraun mit brauner Schnauze               | Unverändert: Hellbraun mit schwarzer Schnauze   | Unverändert: Hellbraun mit schwarzer Schnauze   | Weiß                     |
| Braun                                                | Braun, genetisch identisch mit Ausgangsfarbe | Red Merle (Im Bild fälschlicherweise mit Brand) | Typische Farbe des Weimaraners (Isabell)        | Unverändert: Braun       |

## Leuzistische Farbgene
Bei Leuzismus wandern während der Embryonalentwicklung die Farbstoffbildenden Zellen (Melanozyten) nicht, in geringerer Anzahl als üblich oder zu spät aus der Neuralleiste aus. Als Verursacher von Leuzismus wurden folgende Gen-Loci bekannt: Endothelin-Rezeptor-B-Gen (EDNRB), das Paired Box Gen 3 (PAX3), SOX10, der Microphthalmie-assoziierter Transkriptionsfaktor (MITF), c-Kit und der Steel-Locus (codiert MGF). Bei vollständigem Leuzismus ist das betroffene Tier völlig weiß und kann normalfarbene, leicht aufgehellte, blaue oder rote Augen haben. Weniger ausgeprägter Leuzismus führt zu gescheckten Tieren, zu weißen Abzeichen an Kopf und Beinen oder zu Tieren mit weißen Stichelhaaren im sonst normalfarbenen Fell.
Jedes Scheckungsmuster ist auf jeder Grundfarbe möglich.
Ebenso gibt es bei Scheckungen erhebliche individuelle Unterschiede in der Ausprägung der Scheckung: Meist reichen bei demselben Scheckungsgen die Varianten von völlig weißen Hunden bis hin zu Hunden, die zwar das Scheckungsgen tragen aber äußerlich nicht gescheckt erscheinen oder nur einen unauffälligen kleinen Fleck aufgrund dieses Gens haben.
Weiße Abzeichen an Gesicht und Beinen sind bei den meisten Tierarten ebenfalls auf Leuzismus zurückzuführen.
| Artübergreifender Genlocus | Chromosom   | Name der Mutation   | Allgemeine Bezeichnung |
| -------------------------- | ----------- | ------------------- | --- |
| MITF                       | CFA20       | S                   | Keine Scheckung |
| MITF                       | CFA20       | si                  | Irish spotting |
| MITF                       | CFA20       | sp                  | Piebald |
| MITF                       | CFA20       | sw                  | Weiß mit farbigem Kopf (extreme white) |
| unbekannt A (Leuzismus)    | unbekannt C | T (ticking)         | Weiß mit braunen Platten und brauner Sprenkelung, Braunschimmel mit Platten, Schwarzschimmel mit Platten (engl. belton, ticked oder je nach Grundfarbe bluetick, redtick, red oder blue roan) |
| unbekannt A (Leuzismus)    | unbekannt C | t                   | Ohne Weiß |
| unbekannt A (Leuzismus)    | unbekannt C | R (roan)            | Es wurde ein Gen roan postuliert für einen Hund mit weißen Stichelhaaren im farbigen Fell. Vermutlich ist es jedoch identisch mit dem Gen T (ticking)                                         |
| unbekannt A (Leuzismus)    | CFA9        | HH                  | In der frühen Embryonalentwicklung tödlich (letal) |
| unbekannt A (Leuzismus)    | CFA9        | Hh (Harlequin)      | Harlequinscheckung, wenn zusätzlich das Merle-Gen mindestens einmal vorhanden ist |
| unbekannt A (Leuzismus)    | CFA9        | hh (kein Harlequin) | Keine Harlequinscheckung |
| unbekannt A (Leuzismus)    | unbekannt C | nicht benannt       | Weiße Unterseite sowohl in homozygoter als auch in heterozygoter Form des Gens |

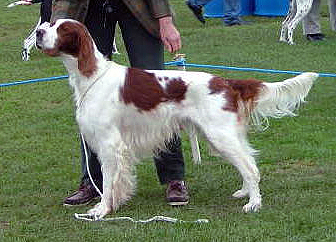
sp Piebald
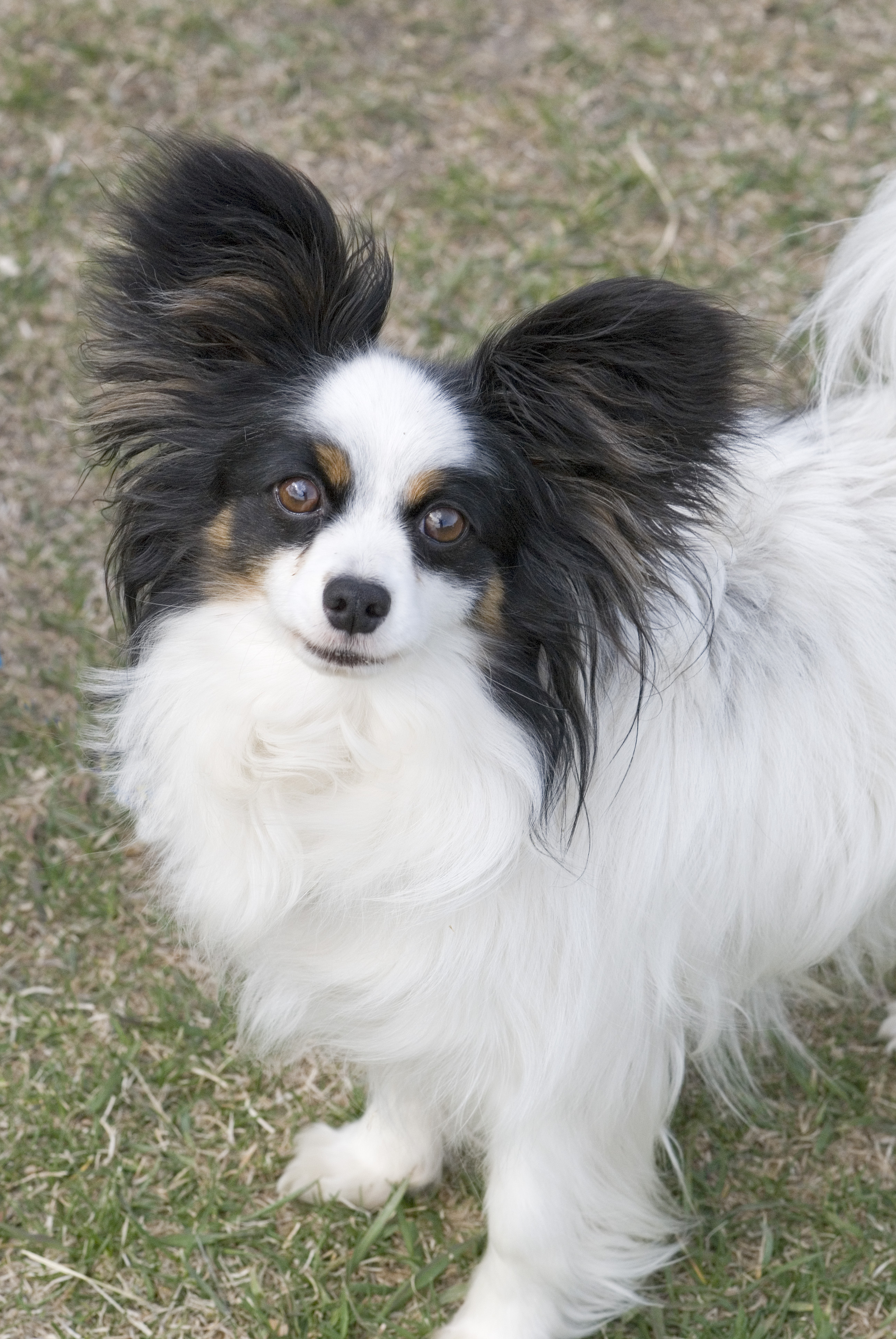
sw Weiß mit farbigem Kopf
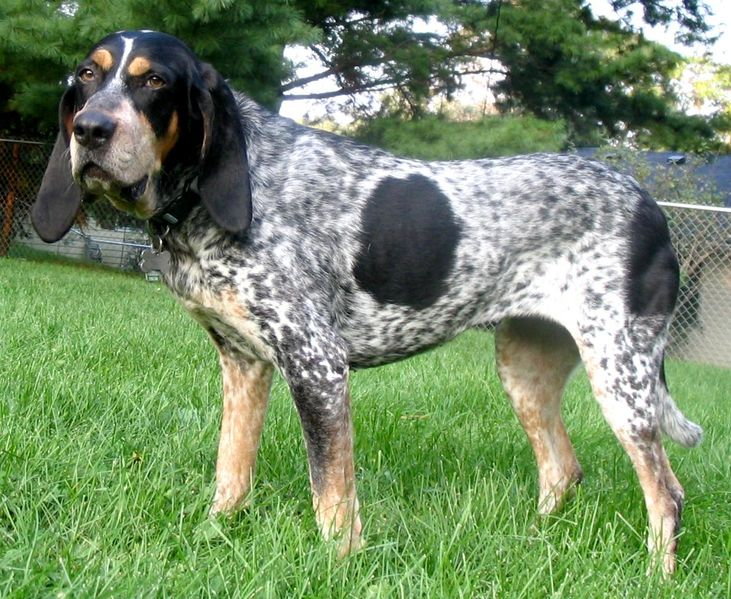
T weiß mit schwarzen Platten und schwarzer Sprenkelung
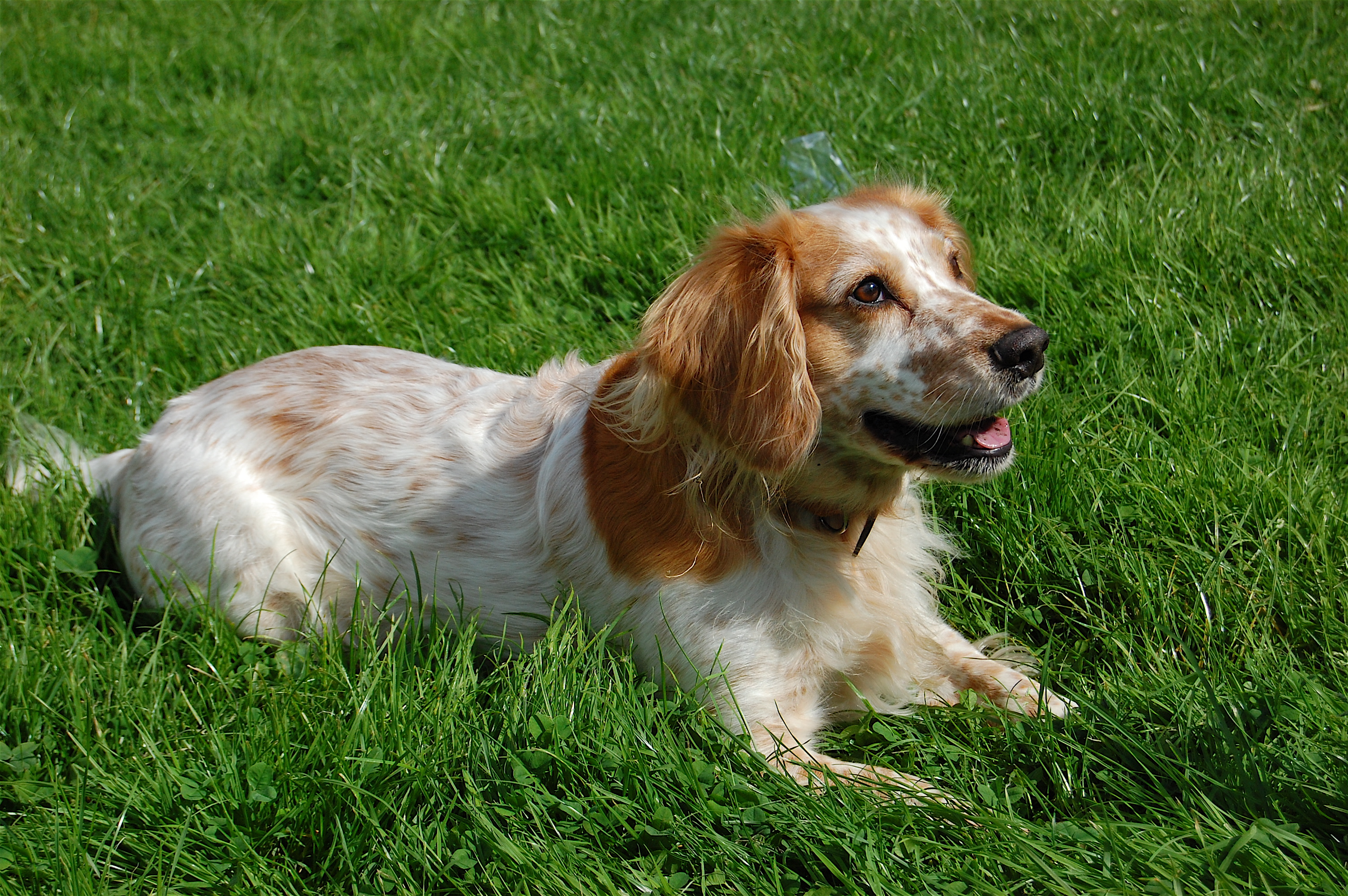
T – vermischte helle und dunkle Haare
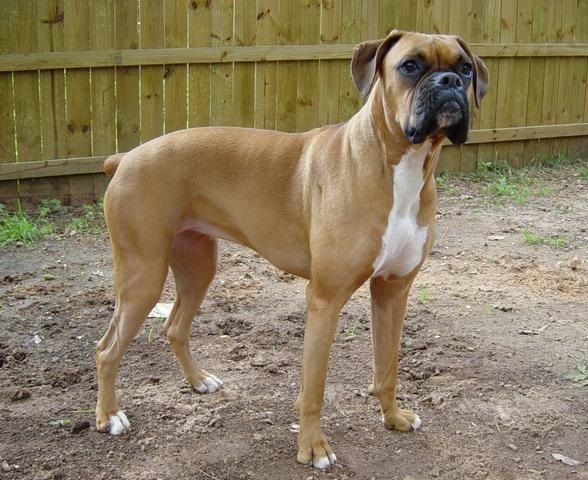
Boxer: Ssi
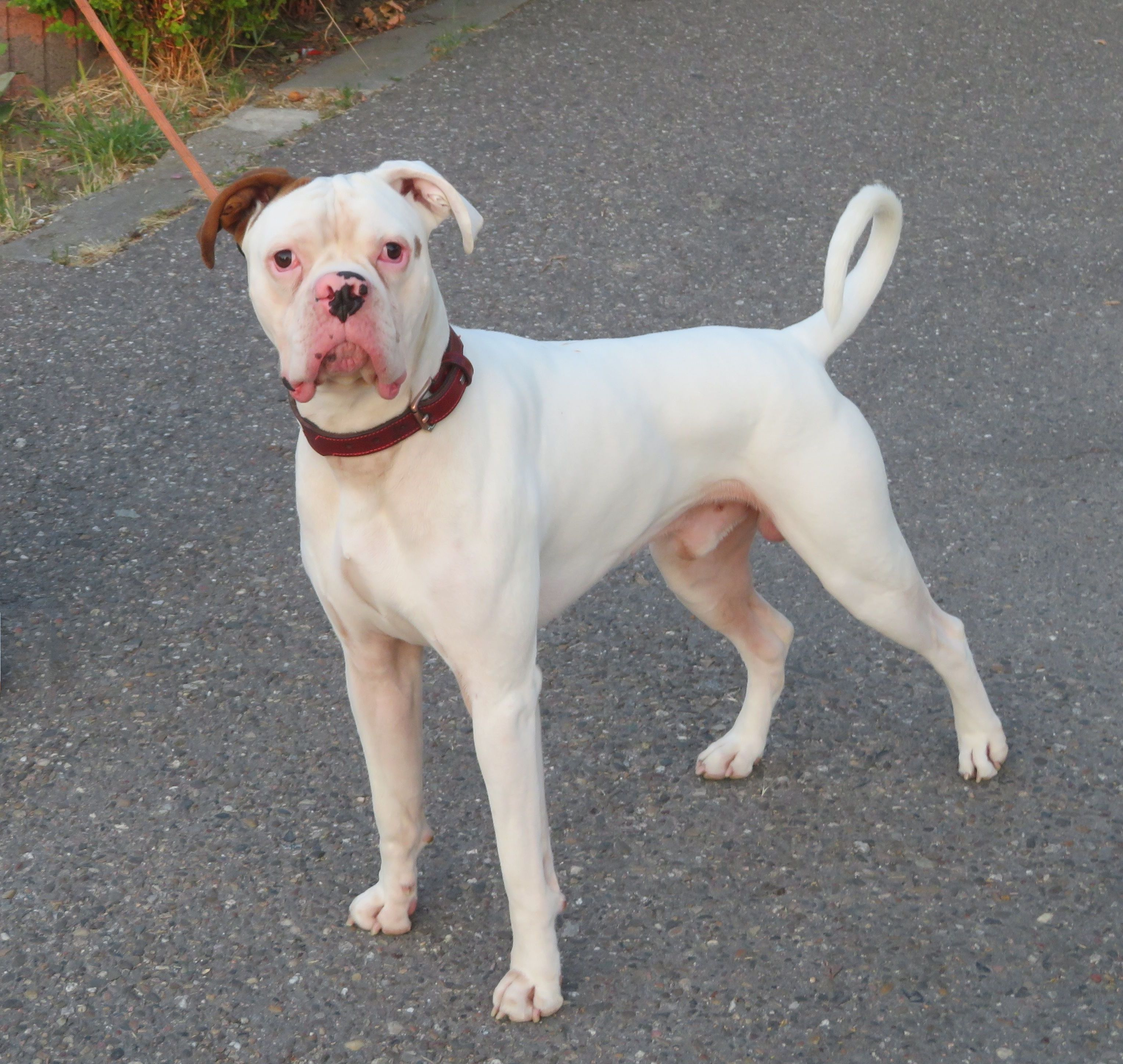
Boxer: sisi (Fehlfarbe)
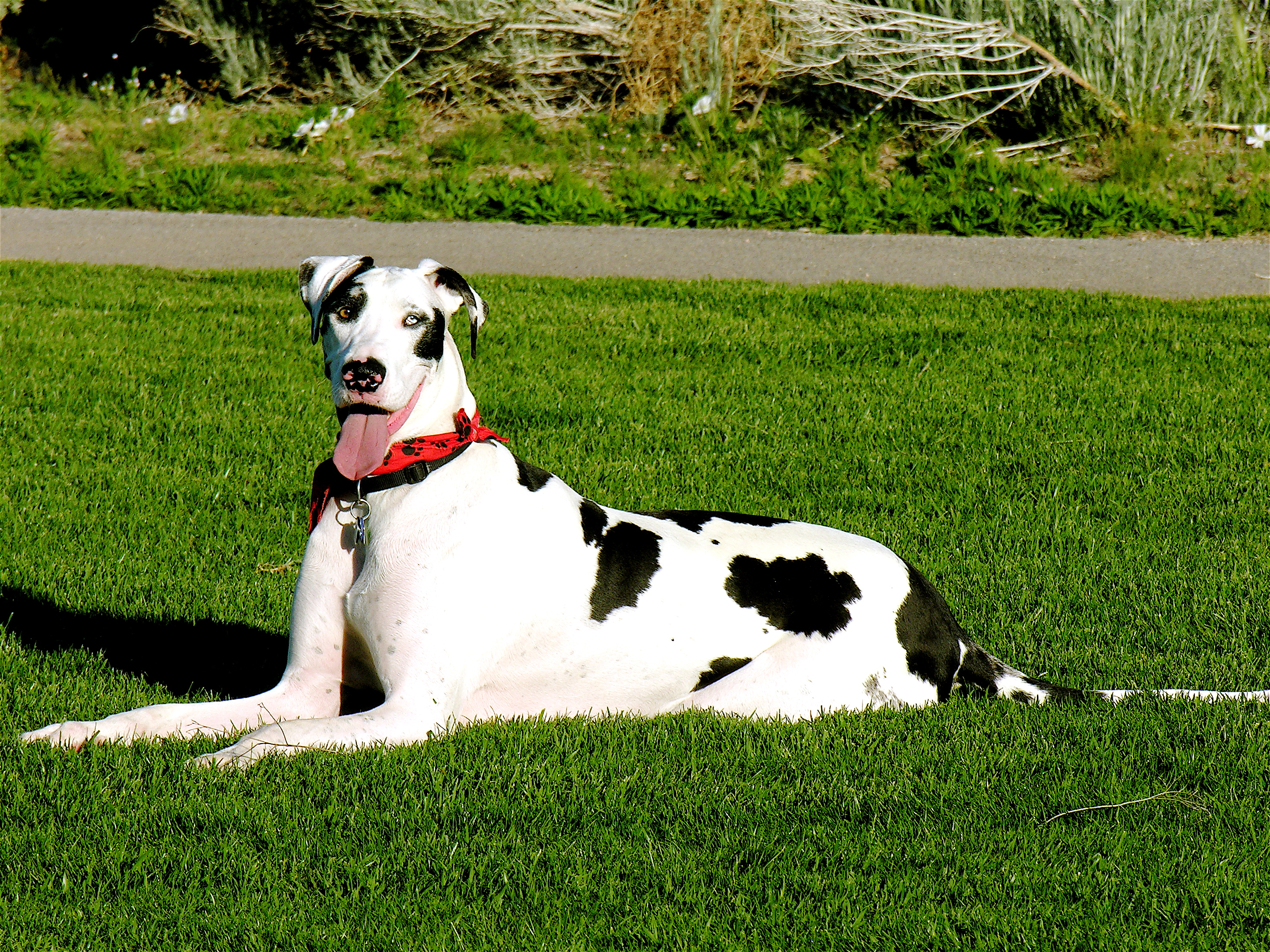
Dogge: H (Harlequin-Gen) und Mm (Merle-Gen heterozygot)
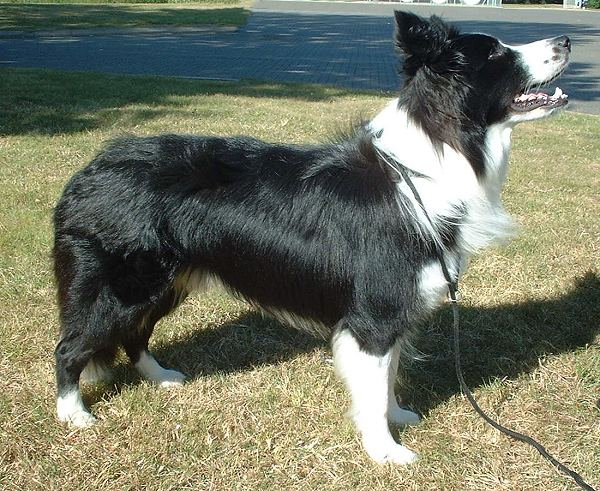
Border Collie: Obwohl sie das Weiß an denselben Stellen haben wie heterozygote Boxer mit der Genkombination Ssi, wird die Farbe durch ein anderes Gen verursacht.
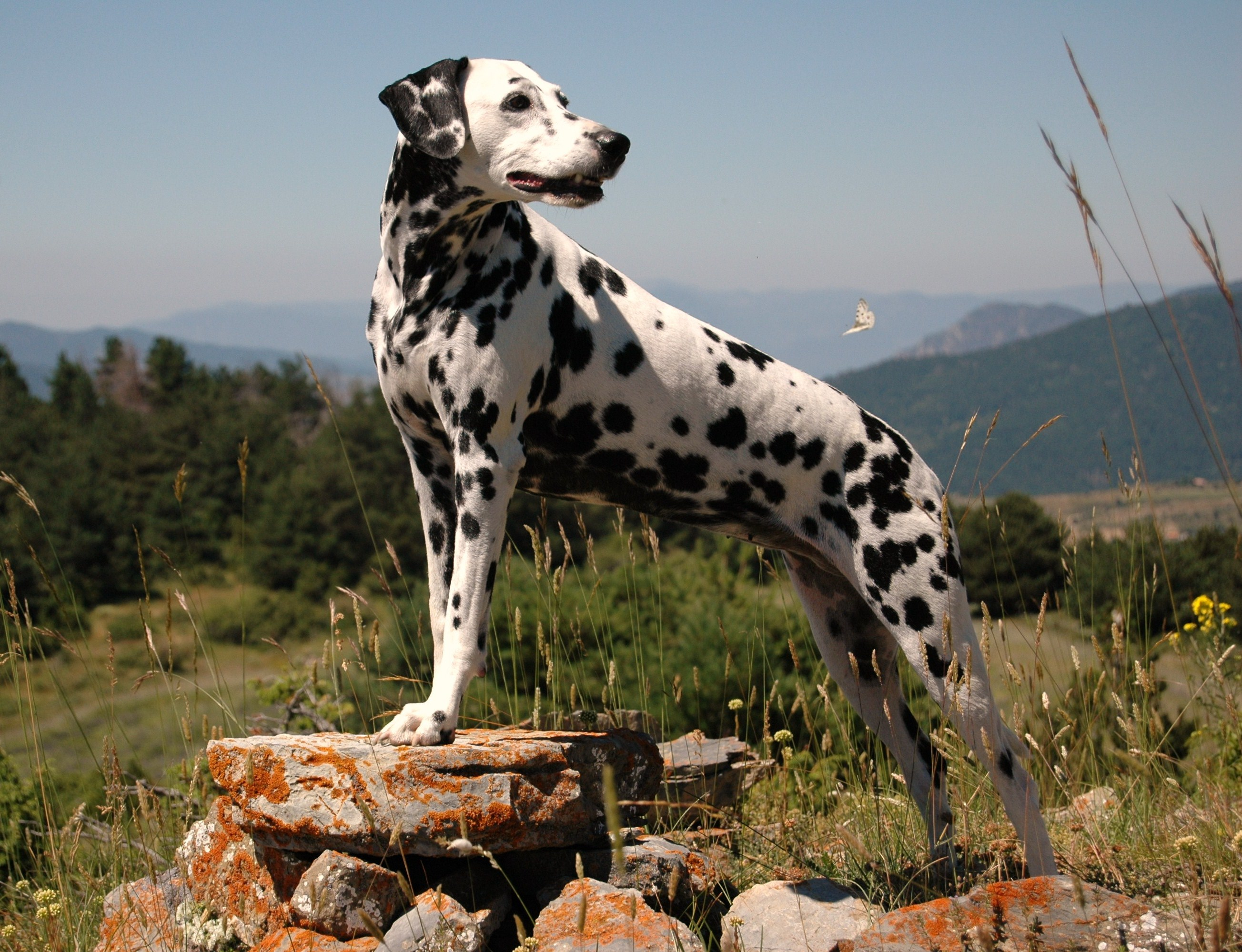
Dalmatiner: Es wird angenommen, dass die Flecken der Dalmatiner durch zwei Gene hervorgerufen werden, einmal T (ticking) und ein unbekanntes zusätzliches Gen.
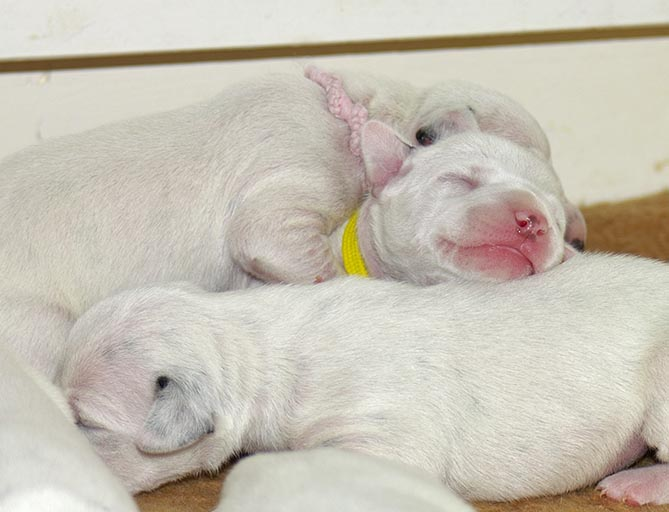
Bei der Geburt sind Dalmatiner noch weiß. Die Flecken erscheinen erst nach einigen Tagen.

## Beziehung zwischen Fellfarbe und Gesundheit und Verhalten
Die Fellfarbe kann auch Einfluss auf Gesundheit und Verhalten eines Hundes haben. Das liegt daran, dass die Gene, die unterschiedliche Fellfarben hervorrufen, oft auch bei anderen Vorgängen im Körper eine Rolle spielen (Pleiotropie).

### Gesundheit

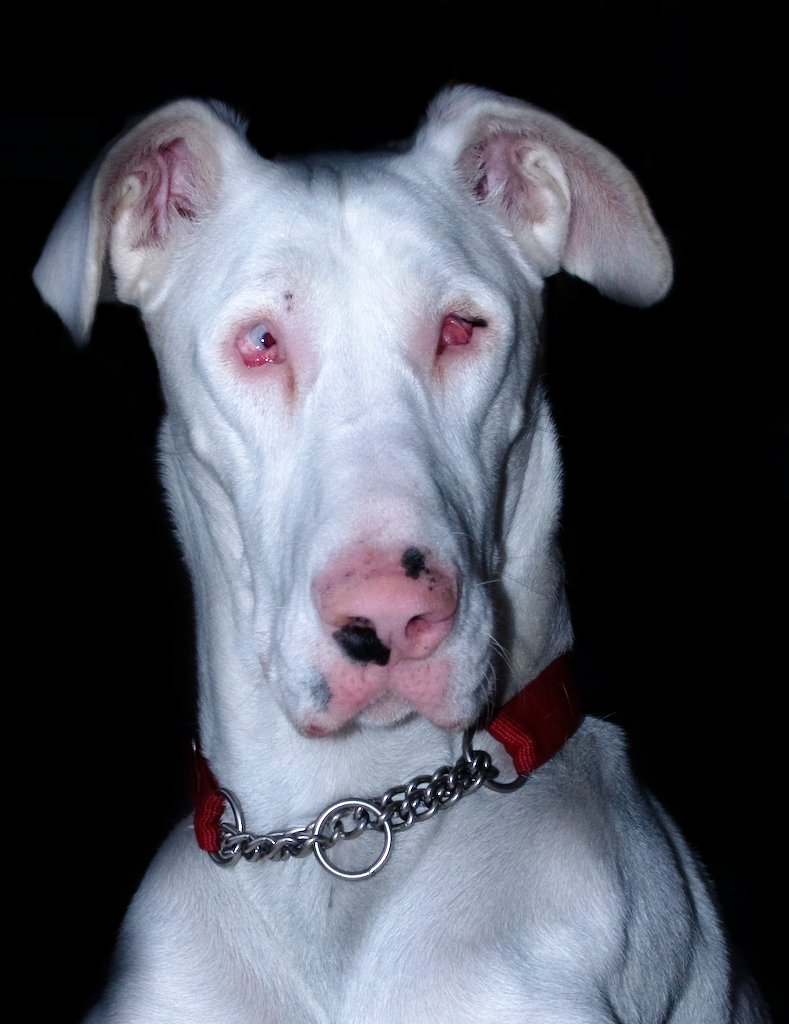
Deutsche Dogge, die reinerbig für das Merle-Gen ist und dadurch eine Fehlbildung der Augen aufweist.

Sehbehinderungen: Bei Menschen und allen Tierarten führt vollständiger Albinismus zu roten Augen und einer Sehbehinderung, die darauf zurückzuführen ist, dass das Melanin im Auge fehlt. Abgeschwächte Formen des Albinismus wie sie beispielsweise durch das Dilute-Gen hervorgerufen werden, können je nach Ausprägungsgrad zu leichteren Sehbehinderungen führen oder auch keine erkennbaren Auswirkungen auf das Sehvermögen haben. Im Falle des Dilutegens ist beim Hund keine Sehbehinderung bekannt. Leuzismus kann zu ähnlichen Sehbehinderungen führen wie Albinismus. Beim Merle-Syndrom kommen darüber hinaus auch verkleinerte Augäpfel und Fehlbildungen der Linse vor, wenn der Hund das Merle-Gen zweifach besitzt (homozygot), da zwei Elterntiere, die beide das Merle-Gen haben, verpaart wurden. Von den heterozygoten Merle-Hunden sind 2,7 % einseitig, 0,9 % vollständig taub (siehe Merle-Faktor).
Taubheit: Leuzismus ist häufig mit Taubheit verbunden. So sind 12–22 % der Dalmatiner auf einem Ohr und 5–9 % beidseitig taub. Es besteht ein Zusammenhang mit den Farbgenen, denn Tiere mit blauer Augenfarbe sind signifikant häufiger von Taubheit betroffen, Tiere mit Plattenzeichnung sind seltener taub. Der Merle-Faktor zählt eher zum Albinismus-Spektrum, jedoch sind reinerbige Träger des Gens in vielen Fällen auf einem oder beiden Ohren taub.
Hautkrankheiten: Das Dilute-Gen (MLPH) des Hundes ist oft mit Haarausfall und Veränderungen der Haarwurzeln verbunden.

### Verhalten
Für den Cocker-Spaniel wurde in mehreren Studien nachgewiesen, dass golden oder rotbraun gefärbte Tiere am aggressivsten sind, schwarze Cockerspaniel liegen in der Mitte und Hunde der Farben Blau- oder Rotschimmel sind am wenigsten aggressiv.

## Nomenklatur in der FCI
In der FCI, der größten internationalen Organisation für Hundezucht, existiert seit 2009 eine Nomenklatur für die Bezeichnung der Haarfarben der Hunde. Diese wurde von Bernard Denis in dem Buch Coat Colours in Dogs veröffentlicht. Der beschreibende Teil wurde zusammengefasst und als Standardized Nomenclature of Coat Colours in Dogs (Standardnomenklatur für die Haarfarben von Hunden) von der wissenschaftlichen Kommission der FCI im Juli 2009 als Referenz beschlossen. Sie soll bei Überarbeitungen und Neufassungen von Rassestandards Verwendung finden.

## Artikelquellen
Wo nicht anders angegeben stammen die Informationen dieses Artikels aus folgenden beiden Quellen:
- S. M. Schmutz, T. G. Berryere: Genes affecting coat colour and pattern in domestic dogs: a review. In: Anim Genet. 38(6), 2007 Dec, S. 539–549. PMID 18052939
- Sheila Schmutz: Dog Coat Color Genetics. Stand 7/2008.